# Campylium amblystegioides
Campylium amblystegioides là một loài rêu trong họ Amblystegiaceae. Loài này được Broth. mô tả khoa học đầu tiên năm 1929.